# Andrew Kaufman
Andrew Kaufman (n. 1968, Wingham, Ontario) es un escritor, director de cine y productor de radio canadiense.

## Carrera
Su cortometraje Aberistiwith se ha exhibido en varios festivales de Europa y Canadá fue exhibida en festivales a través de Europa y Canadá. Es un miembro rotativo del reparto del Perpetual Motion Roadshow, y ahora trabaja como productor de la CBC en Toronto.
Su novela corta Al My Friends Are Superheroes (Coach House, 2003) es la historia de amor, contada en clave de humor, entre un hombre normal y una superheroína, La Perfeccionista. La novela está ambientada en los círculos de superhéroes de Toronto, en el que los extraños personajes no son más que, de hecho, diferentes tipos humanos. El libro se ha traducido a diferentes idiomas, entre ellos el noruego (2006), italiano (2007), francés (traducción de Anna Rozen, Éditions Alto (2007), alemán (2008), holandés (traducido por Caroline Teszler, 2009) y español (2010). En 2013 apareció una edición conmemorativa del décimo aniversario, que incluía material adicional, que en castellano se publicó con el título Todos mis amigos son superhéroes (Editorial Turner, 2015).
Otros libros de Kaufman son The Waterproof Bible (Random House, Canada, 2010) and The Tiny Wife (Madras Press, 2010). Su última novela, Born Weird, apareció en enero de 2013 (Random House Canada).